# True Colors (Zedd)
True Colors è il secondo album in studio del produttore e DJ russo Zedd, pubblicato il 18 maggio 2015 dalla Interscope Records.

## Tracce
1. Addicted to a Memory (feat. Bahari) – 5:03 (Zedd, Matthew Koma)
2. I Want You to Know (feat. Selena Gomez) – 3:59 (Zedd, Ryan Tedder, Kevin Nicholas Drew)
3. Beautiful Now (feat. Jon Bellion) – 3:38 (Zedd, Tim James, Antonina Armato, Desmond Child, David Jost, Jon Bellion)
4. Transmission (feat. Logic & X Ambassadors) – 4:02 (Zedd, Antonina Armato, Tim James, Sir Robert Bryson Hall II, Sam Nelson Harris)
5. Done with Love (feat. Jacob Luttrell) – 4:56 (Zedd, Alexander Izquierdo, Jacob Luttrell)
6. True Colors (feat. Kesha) – 3:48 (Zedd, Antonina Armato, Tim James)
7. Straight into the Fire (feat. Julia Michaels) – 3:41 (Zedd, Julia Michaels, Sam Martin, Mark Nilan, Lindy Robbins)
8. Papercut (feat. Troye Sivan) – 7:23 (Zedd, Julia Michaels, Sam Martin, Lindy Robbins, Jason Evigan, Austin Paul Flores)
9. Bumble Bee (feat. Botnek) – 4:07 (Zedd, Gordon Huntley, Erick Muise, David Gamson, Roger Troutman)
10. Daisy (feat. Julia Michaels) – 2:54 (Zedd, Andreas Schuller, Jason Evigan, Julia Michaels, Danny Parker)
11. Illusion (feat. Echosmith) – 6:30 (Zedd, Jacob Luttrell, Georgia Ku)

Tracce bonus nell'edizione giapponese e Target
1. I Want You to Know (feat. Selena Gomez) (Marc Benjamin Remix) (Zedd, Ryan Tedder, Kevin Nicholas Drew)
2. I Want You to Know (feat. Selena Gomez) (Fox Stevenson Remix) (Zedd, Ryan Tedder, Kevin Nicholas Drew)

Tracce bonus nella Perfect Edition
1. Stay the Night (feat. Hayley Williams) – 3:37 (Zedd, Hayley Williams, Benjamin Eli Hanna, Carah Faye Charnow)
2. Find You (feat. Matthew Koma) – 3:24 (Zedd, Matthew Koma)
3. Clarity (feat. Foxes) (Tiësto Remix) – 5:54 (Zedd, Skylar Grey, Matthew Koma, Porter Robinson)
4. I Want You to Know (feat. Selena Gomez) (Scout Remix) – 2:58 (Zedd, Ryan Tedder, Kevin Nicholas Drew)
5. True Colors (Grey Remix) – 3:45 (Zedd, Antonina Armato, Tim James)
6. Addicted to a Memory (feat. Bahari) (Radio Edit) – 3:30 (Zedd, Matthew Koma)
7. Rude (Zedd Remix) – 4:33 (Zedd, Magic!)
8. Alive – 3:45 (Zedd, Empire of the Sun)